# Перово (Крым)
Перо́во (до 1948 года Бадана́; укр. Перове, крымскотат. Badana, Бадана) — село в Симферопольском районе Республики Крым, центр Перовского сельского поселения (согласно административно-территориальному делению Украины — Перовского сельского совета Автономной Республики Крым).

## Население
| 2001 | 2014  | 2021  |
| ---- | ----- | ----- |
| 3880 | ↗3890 | ↗3995 |

Всеукраинская перепись 2001 года показала следующее распределение по носителям языка
| Язык       | Процент |
| ---------- | ------- |
| русский    | 91,47   |
| украинский | 6,06    |
| другие     | 1,23    |

### Динамика численности
| - 1805 год — 99 чел. - 1864 год — 5 чел. - 1915 год — —/12 чел. - 1939 год — 319 чел. - 1974 год — 1916 чел. | - 1989 год — 3485 чел. - 2001 год — 3880 чел. - 2009 год — 3754 чел. - 2014 год — 3890 чел. |

## Современное состояние
В Перово 10 улиц, 2 переулка и 1 садовое товарищество, площадь, занимаемая селом, по данным сельсовета на 2009 год, 53,7 гектаров, на которой в 1397 дворах числилось 3754 жителя. В селе действуют: муниципальное бюджетное общеобразовательное учреждение «Перовская школа — гимназия», детский сад «Колобок», участковая больница, церковь евангелиста Марка. Работает птицефабрика «Южная», транспорт — маршрутка № 67, № 10

## География
Село Перово расположено на юго-западной окраине Симферополя, фактически отделено от города только железной дорогой, расстояние от центра примерно 6 километров. Железнодорожная станция Симферополь — примерно в 1 километре к северу, высота центра села над уровнем моря — 271 м.

## Транспорт
- Автобус: №67.
- Маршрутка: №10.

## История
Первое документальное упоминание села встречается в Камеральном Описании Крыма… 1784 года, судя по которому, в последний период Крымского ханства Бодан входил в Акмечетский кадылык Акмечетского каймаканства. После присоединения Крыма к России (8) 19 апреля 1783 года, (8) 19 февраля 1784 года, именным указом Екатерины II сенату, на территории бывшего Крымского Ханства была образована Таврическая область и деревня была приписана к Симферопольскому уезду. После Павловских реформ, с 1796 по 1802 год, входила в Акмечетский уезд Новороссийской губернии. По новому административному делению, после создания 8 (20) октября 1802 года Таврической губернии, Бодана была включена в состав Эскиординскои волости Симферопольского уезда.
В Ведомости о всех селениях в Симферопольском уезде состоящих с показанием в которой волости сколько числом дворов и душ… от 9 октября 1805 года, в Бадане числилось 18 дворов и 99 жителей крымских татар. На военно-топографической карте генерал-майора Мухина 1817 года Бодана обозначена с 16 дворами. После реформы волостного деления 1829 года Бодана, согласно «Ведомости о казённых волостях Таврической губернии 1829 года», остался в составе преобразованной Эскиординской волости. На карте 1836 года в деревне 17 дворов. Затем, видимо, вследствие эмиграции крымских татар в Турцию, деревня опустела и на карте 1842 года Бодана обозначен условным знаком «малая деревня», то есть, менее 5 дворов.
В 1860-х годах, после земской реформы Александра II, деревню приписали к Сарабузской волости. В «Списке населённых мест Таврической губернии по сведениям 1864 года», составленном по результатам VIII ревизии 1864 года, Бодана — владельческая татарская деревня с 4 дворами и 5 жителями при колодцах. Согласно «Памятной книжке Таврической губернии за 1867 год», деревня Бодана была покинута жителями в 1860—1864 годах, в результате эмиграции крымских татар, особенно массовой после Крымской войны 1853—1856 годов, в Турцию (на трёхверстовой карте Шуберта 1865—1876 года обозначена деревня Арента, без указания числа дворов). В «Памятной книге Таврической губернии 1889 года» деревня не значится.
После земской реформы 1890-х годов деревню передали в состав новой Подгородне-Петровской волости. На подробной карте 1892 года на месте Боданы обозначены «развалины деревни». По «…Памятной книжке Таврической губернии на 1892 год» в деревне Бодана, входившей Подгородне-Петровское сельское общество, числилось 20 жителей в 7 домохозяйствах. По Статистическому справочнику Таврической губернии. Ч.II-я. Статистический очерк, выпуск шестой Симферопольский уезд, 1915 год, в экономии Бодана Булатова П. И. Подгородне-Петровской волости Симферопольского уезда числился 1 двор с русским населением без приписных жителей, но с 12 — «посторонними».
В Списке населённых пунктов Крымской АССР по Всесоюзной переписи 17 декабря 1926 года Боданы нет. Датой основания современного села считается 1929 год, когда у окраины Симферополя был создан птицеводческий совхоз «Бодана», при этом в книге «Історія міст і сіл Української РСР» указана дата — 1932 год. По данным всесоюзной переписи населения 1939 года в селе проживало 319 человек.
В 1944 году, после освобождения Крыма от фашистов, 12 августа 1944 года было принято постановление № ГОКО-6372с «О переселении колхозников в районы Крыма», по которому в сентябре 1944 года в район из Винницкой области переселялись семьи колхозников. С 25 июня 1946 года Бодана в составе Крымской области РСФСР. Указом Президиума Верховного Совета РСФСР от 18 мая 1948 года, населенный пункт совхоза «Боданы» был переименован в Перово в честь Героя Советского Союза, подводника Ивана Перова. 26 апреля 1954 года Крымская область была передана из состава РСФСР в состав УССР. В 1957 году, в связи с передачей села Заводское в состав Симферополя и ликвидацией Заводского сельсовета, центр совета перенесли в Перово и был создан Перовский сельсовет.
Указом Президиума Верховного Совета УССР «Об укрупнении сельских районов Крымской области», от 30 декабря 1962 года Симферопольский район был упразднён и село присоединили к Бахчисарайскому. 1 января 1965 года, указом Президиума ВС УССР «О внесении изменений в административное районирование УССР — по Крымской области», вновь включили в состав Симферопольского. По данным переписи 1989 года в селе проживало 3485 человек. С 12 февраля 1991 года село в восстановленной Крымской АССР, 26 февраля 1992 года переименованной в Автономную Республику Крым. С 21 марта 2014 года в составе Крыма аннексировано Россией.

### Известные уроженцы
- Усеин Боданинский — (1 декабря 1877 года — 17 апреля 1938 года) учёный историк, первый директор Бахчисарайского дворца-музея.